# Al Laney
Al Laney, właśc. Albert Gillis Laney (ur. 11 stycznia 1896 w Pensacola, zm. 31 stycznia 1988 w Spring Valley) – amerykański dziennikarz sportowy.

## Kariera zawodowa
Kojarzony był głównie z takimi dyscyplinami sportowymi jak golf i tenis, ale zajmował się również futbolem amerykańskim, baseballem i boksem. Po I wojnie światowej zamieszkał w Paryżu, gdzie pracował jako sekretarz pisarza Jamesa Joyce’a. Podjął pracę w renomowanym „Paris Herald” (późniejsze „International Herald Tribune”).
Autor jednej z najbardziej znanych książek reporterskich o tenisie Courting The Game. W swojej pracy dziennikarskiej obserwował m.in. słynne pojedynki gwiazd tenisa, Suzanne Lenglen z Helen Wills czy Maurice McLoughlina z Normanem Brookesem. Wysoko ceniony był także opis kariery niewidomego boksera Sama Langforda, opublikowany przez Laneya w „New York Herald Tribune”.
Laney pozostawał sportowym korespondentem tej gazety do 1966.
W 1979 Al Laney został uhonorowany miejscem w Międzynarodowa Tenisowa Galeria Sławy.